# 広島県道30号廿日市佐伯線
広島県道30号廿日市佐伯線（ひろしまけんどう30ごう はつかいちさいきせん）は、広島県廿日市市を通る県道（主要地方道）である。

## 概要
広島県廿日市市宮内から、旧佐伯町の中心部を抜けて廿日市市栗栖にて国道186号へと接続しており、広島県の山陽側から中国山地に位置する廿日市市吉和方面へ抜ける。特に宮内 - 廿日市市津田（つた）間は朝夕の交通量も多い。

### 路線データ
- 起点：広島県廿日市市宮内（宮内交差点、国道2号〔国道433号重用〕西広島バイパス交点）
- 終点：広島県廿日市市栗栖（国道186号交点）
- 総延長：19.7 km
- 実延長：総延長に同じ

## 沿革
- 中世以来、津和野街道として発展。宮内村で西国街道から分岐して汐見坂峠（現在の明石峠）を越えて友田、津田、栗栖を経て石州津和野の城下に至る。江戸時代には津和野藩主の参勤交代ルートであり、脇街道として整備された。
- 1891年（明治24年）- 津和野街道が県道として改修される。このときの記念碑が廿日市市宮内の御手洗川べりに残っている。
- 1982年（昭和57年）4月1日 - 建設省（当時）告示第935号により主要地方道に指定される。
  - 前身は山口県道・広島県道2号徳山廿日市線。同路線のうち国道434号に移行しなかった部分が本路線に移行した。
- 1982年（昭和57年）12月6日 - 広島県告示第1,277号により認定される。ただし、起点 - 佐伯郡佐伯町友田・玖島分かれ交差点（当時）間は島根県道・広島県道4号益田廿日市線と重用しており、佐伯郡廿日市町内（当時）には全く単独区間が存在しない路線だった。
- 1988年（昭和63年）4月1日 - 佐伯郡廿日市町が市制施行して廿日市市に移行したことに伴い起点の地名表記が変更される。（佐伯郡廿日市町宮内→廿日市市宮内）
- 1993年（平成5年）4月1日 - 広島県告示第414号により島根県道・広島県道4号益田廿日市線が廃止されたことに伴いようやく廿日市市内にも単独区間を有することになり、名実ともに起点が廿日市市宮内・宮内交差点になる。
- 1993年（平成5年）5月11日 - 建設省から、県道廿日市佐伯線が廿日市佐伯線として主要地方道に指定される[1]。
- 2003年（平成15年）3月1日 - 佐伯郡佐伯町が廿日市市に編入されたことに伴い全線が廿日市市域のみを通る路線になり、併せて終点の地名表記が変更される。（佐伯郡佐伯町栗栖→廿日市市栗栖）

## 路線状況

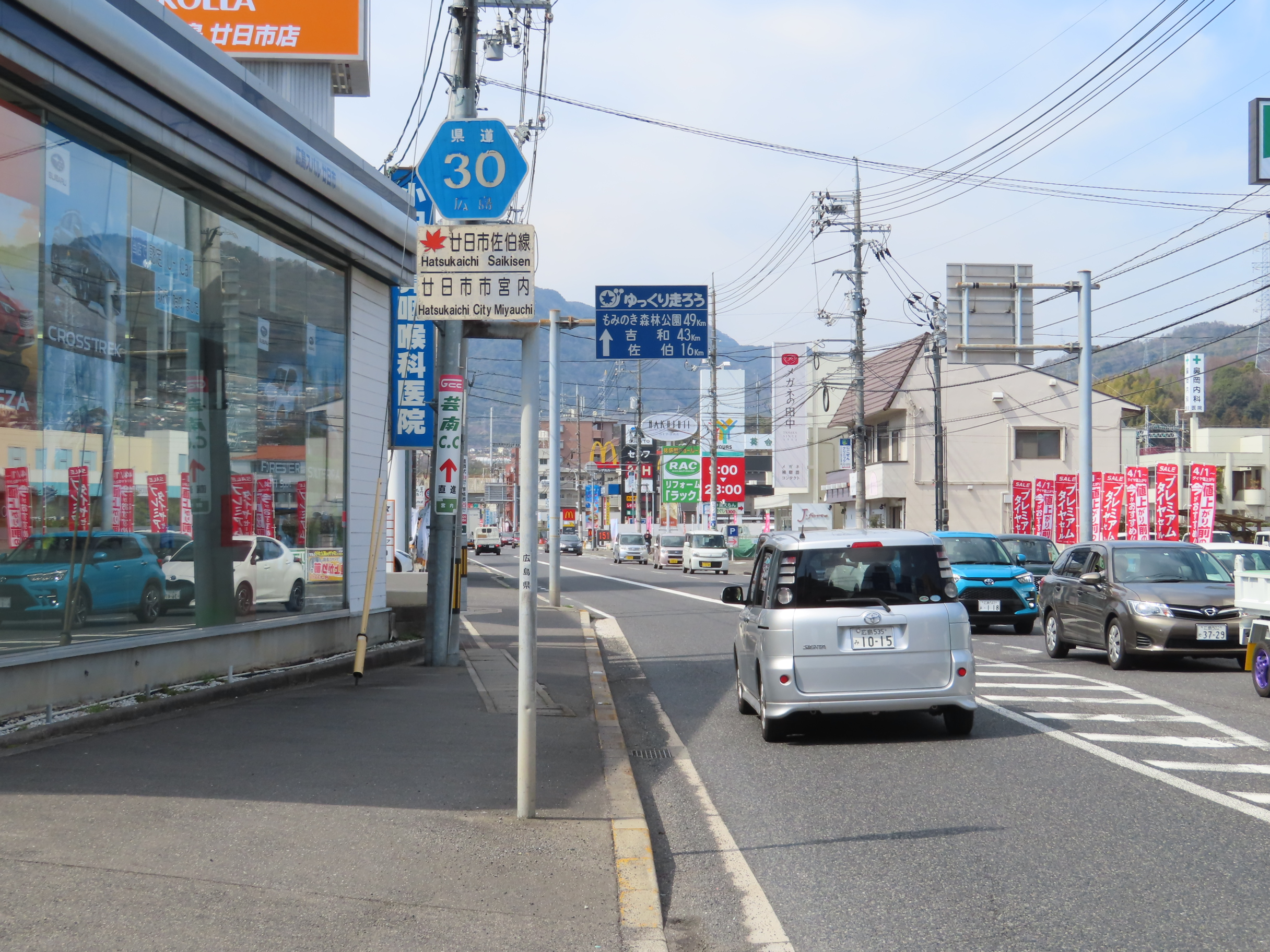
廿日市市宮内（2023年3月撮影）

### 重用区間
- 広島県道42号大竹湯来線（廿日市市永原・玖島分かれ交差点 - 廿日市市河津原・河津原交差点）

## 地理

### 通過する自治体
- 廿日市市

### 交差する道路
| 交差する道路                                                  | 交差する場所 | 交差する場所                 |
| ------------------------------------------------------------- | ------------ | ---------------------------- |
| 国道2号 / 西広島バイパス 国道433号 重複                       | 宮内         | 宮内交差点 / 起点            |
| 広島県道469号廿日市環状線未供用                               | 宮内         |                              |
| 広島県道42号大竹湯来線 重複区間起点                           | 永原         | 玖島分かれ交差点             |
| 広島県道42号大竹湯来線 重複区間終点 広島県道460号栗谷河津原線 | 河津原       | 河津原交差点                 |
| 広島県道293号本多田佐伯線                                     | 津田         | 廿日市市役所佐伯支所前交差点 |
| 広島県道295号助藤津田線                                       | 津田         |                              |
| 国道186号                                                     | 栗栖         | 終点                         |

### 峠
- 明石峠（廿日市市宮内 - 廿日市市峠間）

### 沿線にある施設など
- 広島県立廿日市特別支援学校
- 広島県立佐伯高等学校
- 廿日市市役所佐伯支所

### 自然
- 小瀬川

### 名所・旧跡・観光地
- 広島佐伯カントリー倶楽部
- 鷹の巣ゴルフクラブ
- 岩倉温泉